# Autoput A1
Der Autoput A1 ist eine serbische Autobahn von der ungarischen Grenze bei Horgoš über Novi Sad und die serbische Hauptstadt Belgrad zur mazedonischen Grenze bei Preševo. Bezugnehmend auf die Europastraßennummer wird die Strecke von serbischen Behörden auch als E 75 bezeichnet. Die Autobahn ist ein Teilstück des ehemaligen jugoslawischen Autoput Bratstvo i jedinstvo und damit Bestandteil des Paneuropäischen Verkehrskorridors X.
Bis zur Neunummerierung des serbischen Straßennetzes im Jahr 2013 bestand der Autoput aus zwei Abschnitten. Der erste Abschnitt nördlich von Belgrad wurde als Autoput M22 bezeichnet, der zweite war Teil des Autoput M1.

## Bedeutung
Die derzeitige Autostraße von Horgoš an der Grenze zu Ungarn bis Belgrad ist eine der meistbefahrenen Straßen in Serbien. Vor allem für den Transitverkehr von Westeuropa in den Nahen Osten ist die Strecke von großer Bedeutung, nicht zuletzt, weil die Durchfahrt durch Slowenien, eine andere Möglichkeit, um nach Westeuropa zu gelangen, kostenintensiver ist.
Der Abschnitt zwischen Belgrad und Preševo an der Grenze zu Nordmazedonien spielt als Teil der Verbindung Serbiens mit seinen Nachbarstaaten Kroatien und Nordmazedonien eine wichtige Rolle und ist darüber hinaus ein wichtiger Teil des europäischen Reise- und Transitverkehrs. Die Strecke wird z. B. von vielen Griechenland-Urlaubern und Diaspora-Mazedoniern genutzt.

## Geschichte
Die Geschichte des Autoput A1 setzt sich aus den Abschnitten von Horgoš bis Belgrad und von Belgrad bis Preševo zusammen. Bis zur Neunummerierung des serbischen Straßennetzes im Jahr 2012 trugen die Abschnitte verschiedene Bezeichnungen. Der erste Abschnitt wurde als Autoput M22 bezeichnet, der zweite war Teil des Autoput M1.

### Horgoš – Belgrad

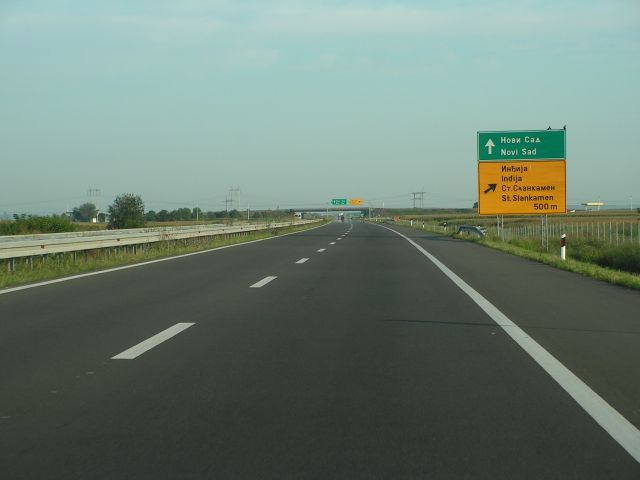
Der A1 an der Anschlussstelle Inđija in Richtung Novi Sad.

Bereits unter der Regierung Đinđić gab es Pläne zum Ausbau der bestehenden Straße zur Autobahn. Nach dem Umsturz der Regierung Milošević begann man, die damalige Autostraße von Belgrad bis Horgoš auszubauen. 2001 erfolgte der Baubeginn der 78 Kilometer langen Strecke von Novi Sad bis Belgrad. Anfang 2003 wurde die Autobahn feierlich eröffnet. Mit der Ermordung von Zoran Đinđić am 12. März 2003 wurde dieses Planung des Abschnittes zunächst auf Eis gelegt.
Ab 2005 wurden die Pläne weiterverfolgt, die noch nicht fertige, 106 km lange Strecke von Horgoš bis Novi Sad zu vollenden. In einer Ausschreibung der serbischen Regierung im Jahre 2006 gewannen die österreichischen Baufirmen Alpine Bau und Porr den Auftrag zum Bau der Autobahn im Wert von mehr als einer Milliarde Euro. Geplant war zunächst der Ausbau bestehenden Straße zu einer Autobahn mit zwei Fahrstreifen von Horgoš bis Novi Sad. Dann sollte die Wartung der bestehenden 78 Kilometer langen Autobahn zwischen Novi Sad und Belgrad sowie die Projektierung und der Bau einer neuen Autobahn von Belgrad bis Požega in der Länge von 148 Kilometern folgen. Der Baubeginn war für das Frühjahr 2008 geplant, was allerdings nicht realisiert wurde. Die serbischen Behörden beschuldigten das Konsortium, die Finanzgarantien nur bis Jahresende, nicht aber für die komplette fünfjährige Bauzeit sichergestellt zu haben. Daraufhin unterbreitete das Konsortium den Behörden ein neues Angebot und zwar den Bau einer Autobahn von Ostružnica bis Čačak in der Länge von 115 km. Zusätzlich verlangten die Baufirmen Garantien des serbischen Staates hinsichtlich der Frequentierung der Konzessionsstrecke im Wert von mehr als 200 Mio. Euro, eine Verlängerung der Autobahn-Baufristen um vier Jahre sowie die Ausdehnung des Konzessionsvertrages um fünf auf 30 Jahre. Der Nationalrat für Infrastruktur unter dem Vorsitz von Staatschef Boris Tadić meinte, dass die Forderungen der beiden Baufirmen „nicht im Interesse der Bürger“ seien und es daher keinen Grund für das Inkrafttreten des abgeschlossenen Vertrages gebe.
Am 10. Mai 2009 erfolgte der Beginn der Bauarbeiten von Novi Sad bis Horgoš. Die Ausschreibung gewannen zwei nationale Unternehmen (Putevi Beograd und Putevi Užice), die sich nach dem Ausstieg von Alpine und Porr beworben hatten. Am 29. November 2009, nach knapp eineinhalbjähriger Bauzeit, wurden die ersten 20 Kilometer (km 28 bis 38 und km 98 bis 108) für den Verkehr freigegeben. Das Teilstück von Subotica bis zur Grenze wurde am 15. Juli 2011 eröffnet. Die Verkehrsübergabe des Teilstückes von Zmajevo bis Subotica erfolgte am 28. Oktober 2011.

### Belgrader Ringautobahn
Ende Juni 2023 erfolgte die Fertigstellung des 37,3 Kilometer langen Teilstücks der Belgrader Ringautobahn zwischen den Autobahnkreuzen Dobanovci und Bubanj Potok. Damit wird der Transitverkehr vom bisherigen, als Stadtautobahn ausgeführten Autobahnabschnitt auf die Ringautobahn verlegt und ermöglicht die weiträumige Umfahrung der Innenstadt von Belgrad.

### Belgrad – Preševo
Nach der Fertigstellung der 74 km langen Lücke zwischen Grdelica und Bujanovac Mitte 2019 ist die Autobahn mittlerweile komplett vierspurig ausgebaut.
Diese Lücke existierte bis Mitte 2019, weil man in den 1970er Jahren, als man zuerst anfing, den Autoput zu bauen, die Streckenführung durch die Grdelička Klisura festlegte, aber aufgrund der hohen Kosten, welche mit dem Bau einer Autobahn verbunden waren, entschied, ab Leskovac eine Autostraße statt einer Autobahn zu bauen. Die Anbindung der damaligen Industriestadt Leskovac sowie die Durchfahrt durch die Teilrepublik Mazedonien für Griechenland-Urlauber gaben den Ausschlag für den Verlauf dieser Strecke. Nun ist diese Teilstrecke komplett fertiggestellt (Stand Juni 2019).
Da sie mit einem jährlichen Verkehrsaufkommen von über eine Million Fahrzeugen und sechs Millionen Reisenden eine der meistbefahrenen Straßen in Südosteuropa ist, wurde es nötig, dieses Teilstück ebenfalls zu einer Autobahn auszubauen. So wurde Ende 2006 zusammen mit der griechischen Regierung eine Vereinbarung getroffen, um den Bau der Autobahn bis zur mazedonischen Grenze abzuschließen. Die Kosten für die verbleibende Strecke sollten etwa 380 Mio. Euro betragen, wobei die griechische Regierung davon 100 Mio. Euro bereitstellte. Mit der Investition erhofft sich Griechenland, die wirtschaftlichen und bilaterialen Beziehungen mit Serbien zu vertiefen und die Beziehung Serbiens mit der EU zu stärken. Gleichzeitig wurde mit Mazedonien eine ähnliche Vereinbarung getroffen, um den vierspurigen Ausbau der mazedonischen M1 Avtopat zu ermöglichen.
Die 74 km lange Lücke bestand aus 5 Teilabschnitten:
Der erste Teilabschnitt reichte von Grabovnica bis Grdelica. Dieser ist 5,6 km lang und sollte bis 31. Mai 2016 fertiggestellt werden.
Der zweite Teilabschnitt reichte von Gredelica bis Caričina Dolina.
Dieser war 11,8 km lang und war nochmals in drei Unterabschnitte unterteilt. In diesem Abschnitt mussten mehrere Brücken und Tunnel gebaut werden. Der gesamte Abschnitt sollte bis zum 5. September 2016 fertiggestellt werden.
Der dritte Teilabschnitt reichte von Caričina Dolina bis Vladičin Han.
Dieser war 14,3 km lang und war ebenfalls in drei Unterabschnitte unterteilt. Auch in diesem Abschnitt mussten mehrere Brücken und Tunnel gebaut werden. Die ersten beiden Unterabschnitte sollten bis zum 5. September 2016, der dritte Unterabschnitt bis zum 9. April 2017 fertiggestellt werden.
Der vierte Teilabschnitt reichte von Vladičin Han bis Donji Neradovac und betrug 26,3 km.
Dieser Abschnitt wurde in drei Unterabschnitten gebaut. Diese bestanden aus Vladičin Han bis Prevalac 10,1 km, Prevalac bis Suvi Dol 9 km und Suvi Dol bis Donji Neradovac 7,2 km. Der gesamte Teilabschnitt wurde am 29. November 2015 für den Verkehr freigegeben.
Der fünfte Teilabschnitt reichte von Donji Neradovac und Levosoje und beträgt 16 km.
Dieser Abschnitt war in zwei Unterabschnitte unterteilt.
Der erste Unterabschnitt von Donji Neradovac bis Srpska Kuća betrug 8 km und wurde am 14. November 2013 für den Verkehr freigegeben.
Der zweite Unterabschnitt von Srpska Kuća bis Levosoje betrug 8 km und sollte bis 21. Dezember 2016 für den Verkehr freigegeben werden.
Am 7. Juli 2009 wurde das erste Stück der neuen Teilstrecke von Levosoje bis Preševo eröffnet. Mit der 22 km langen Strecke wurde im Sommer 2008 begonnen und die Kosten betrugen 13,1 Mio. Euro. Das 22 km lange Teilstück von Bujanovac über Levosoje an die mazedonische Grenze wurde am 22. November 2013 fertiggestellt. Finanziert wurde dieses Teilstück vom Hellenic Plan der griechischen Regierung. Am 14. November 2013 wurde das 7,95 Kilometer lange Teilstück zwischen Donji Neradovac und Srpska Kuca fertiggestellt. Es wurde vom griechischen Bauunternehmen Aktor S.A. für 2,5 Milliarden RSD (ca. 22 Mio. Euro) gebaut. Im Jahr 2019 wurden alle obigen Abschnitte für den Verkehr freigegeben. Damit ist nun die gesamte A1 unter Verkehr (Stand Juni 2019)
Bei Merošina soll zukünftig die A1 die geplante Autoput Niš–Merdare (die weiter nach Kosovo und Albanien führen wird) kreuzen.

## Maut
Die Autobahn ist bis auf den südlichen Teil des Belgrader Autobahnrings mautpflichtig.